# Liste von Zwischenfällen bei Philippine Airlines
Die Liste von Zwischenfällen bei Philippine Airlines zeigt eine Übersicht über die Zwischenfälle mit Todesfolge oder Totalschaden von Flugzeugen bei der philippinischen Fluggesellschaft Philippine Airlines.
Von 1946 bis Januar 2024 kam es bei Philippine Airlines zu 56 Totalschäden von Flugzeugen. Bei 36 davon kamen 469 Menschen ums Leben. Vollständige Liste:

## 1940er-Jahre
- Am 1. Oktober 1946 wurde mit einer Douglas DC-3 der Philippine Airlines (Luftfahrzeugkennzeichen PI-C59 ??) in einem abgelegenen Sumpf bei Bulusan (Philippinen) eine Bauchlandung gemacht, nachdem die Piloten die Orientierung verloren hatten. Alle 5 Insassen, drei Besatzungsmitglieder und zwei Passagiere, überlebten den Unfall. Das Flugzeug wurde irreparabel beschädigt.[2]

- Am 25. Januar 1947 wurde eine Douglas DC-3/C-47A-25-DK der Philippine Airlines (PI-C12) in einer Höhe von 480 Metern im Anflug auf den Flughafen Kai Tak (Hongkong) in den 525 Meter hohen Mount Parker (Hongkong) geflogen. Durch diesen CFIT (Controlled flight into terrain) wurden alle 4 Besatzungsmitglieder getötet, die einzigen Insassen auf dem Frachtflug.[3]

- Am 16. Juni 1947 wurde mit einer Douglas DC-3/C-47A-70-DL der Philippine Airlines (PI-C11) bei Cebu (Philippinen) eine Notlandung auf einem Strand gemacht. Nähere Einzelheiten sind derzeit nicht verfügbar. Es gab keine Todesfälle. Das Flugzeug wurde irreparabel beschädigt.[4]

- Am 13. September 1947 wurde eine Douglas DC-3 der Philippine Airlines (PI-C59) am Flughafen Zamboanga (Philippinen) irreparabel beschädigt. Nähere Einzelheiten sind derzeit nicht verfügbar. Über Personenschäden liegen keine Informationen vor.[5]

- Am 26. Dezember 1947 wurde eine Douglas DC-3/C-47A-DL der Philippine Airlines (PI-C36) auf dem Flughafen Manila (Philippinen) durch einen Taifun irreparabel beschädigt. Über Personenschäden ist nichts bekannt.[6]

- Am 26. Dezember 1947 wurde eine Douglas DC-3 der Philippine Airlines (PI-C10) auf dem Flughafen Manila (Philippinen) durch einen Taifun irreparabel beschädigt. Über Personenschäden ist nichts bekannt.[7]

- Am 26. Dezember 1947 wurde eine Douglas DC-3 der Philippine Airlines (PI-C3) auf dem Flughafen Manila (Philippinen) durch einen Taifun irreparabel beschädigt. Über Personenschäden ist nichts bekannt.[8]

- Am 26. Dezember 1947 wurde eine Douglas DC-3 der Philippine Airlines (PI-C53) auf dem Flughafen Manila (Philippinen) durch einen Taifun irreparabel beschädigt. Über Personenschäden ist nichts bekannt.[9]

- Am 21. Januar 1948 wurde an einer Douglas DC-3 der Philippine Airlines (PI-C145) vor der Landung auf dem Flughafen Iloilo-Mandurriao (Philippinen) das Fahrwerk nicht ausgefahren. Es kam zu einer Bauchlandung, das Flugzeug wurde irreparabel beschädigt. Alle Insassen überlebten den Unfall.[10]

- Am 20. April 1948 stürzte eine Douglas DC-3/C-47A-25-DK der Philippine Airlines (PI-C14) kurz vor der Landung auf dem Flugplatz Jolo (Philippinen) in eine Bananenplantage und wurde irreparabel beschädigt. Alle 13 Insassen, drei Besatzungsmitglieder und 10 Passagiere, überlebten den Unfall. Je ein Pilot und Passagier wurden verletzt.[11]

- Am 17. Mai 1948 verunglückte eine Douglas DC-3 der Philippine Airlines (PI-C143) beim Start vom Flugplatz Cebu-Lahug (Philippinen). Das Flugzeug wurde irreparabel beschädigt. Alle 17 Insassen, drei Besatzungsmitglieder und 14 Passagiere, überlebten den Unfall.[12]

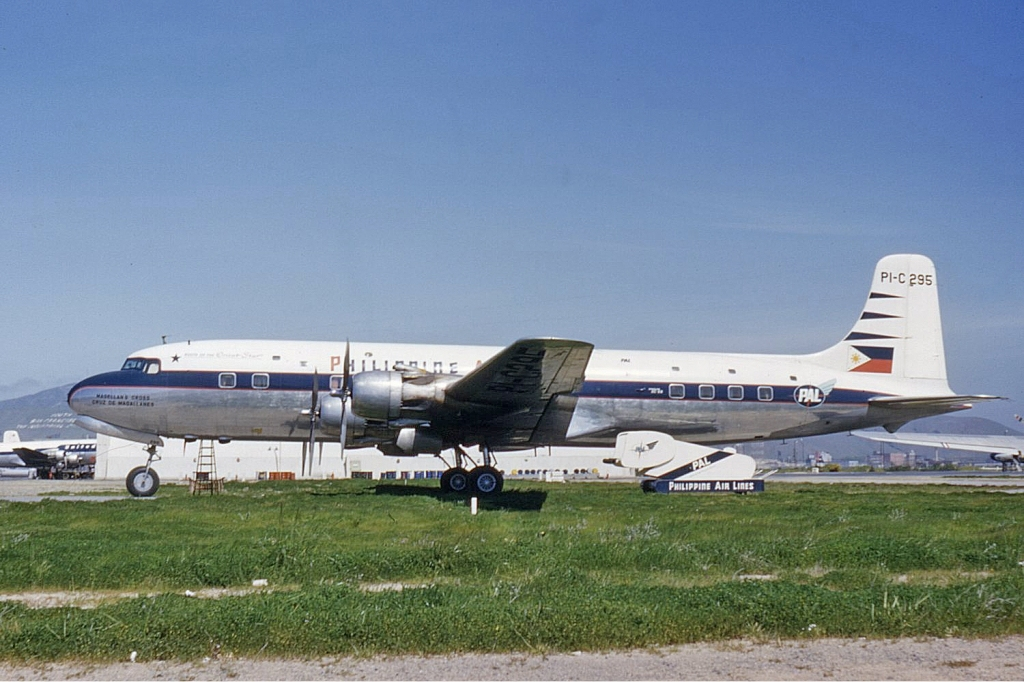
Eine Douglas DC-6B der Philippine Airlines, baugleich mit der 1948 verunglückten

- Am 15. November 1948 überrollte eine Douglas DC-6 der Philippine Airlines (PI-C291) bei der Landung auf dem Flugplatz Wake Island (Außengebiet der Vereinigten Staaten) das Landebahnende. Das Flugzeug wurde irreparabel beschädigt. Alle Insassen (Anzahl unbekannt) überlebten den Unfall.[13]

- Am 7. Mai 1949 stürzte eine Douglas DC-3/C-47B-35-DK der Philippine Airlines (PI-C98) nach der Explosion einer Zeitbombe an Bord vor der Insel Alabat in die Bucht von Lamon (Philippinen). Die Zeitbombe war von zwei Ex-Sträflingen in das Flugzeug gebracht worden, die von einer Frau und einem Mann angeheuert worden waren, die versuchten, den Ehemann der Frau zu töten, einen Passagier des Flugzeugs. Alle 13 Insassen, drei Besatzungsmitglieder und 10 Passagiere, kamen ums Leben.[14]

## 1950er-Jahre
- Am 24. Januar 1950 verschwand eine Douglas DC-3/C-47A-15-DK der Philippine Airlines (PI-C22) auf einem Flug zwischen Iloilo City und Manila (Philippinen). Alle 4 Insassen, drei Besatzungsmitglieder und der einzige Passagier, kamen ums Leben.[15]

- Am 10. März 1952 streifte eine Douglas DC-3/C-47A-35-DL der Philippine Airlines (PI-C5) beim Start vom Flughafen Mactan-Cebu (Philippinen) das Dach eines Hauses und stürzte ab. Alle 3 Besatzungsmitglieder, die einzigen Insassen auf dem Frachtflug, kamen ums Leben.[16]

- Am 30. März 1952 verunglückte eine Douglas DC-3/C-47A-DL der Philippine Airlines (PI-C270) beim Start vom Flughafen Baguio-Loakan (Philippinen). Dabei kamen von den 29 Insassen 10 ums Leben, zwei Besatzungsmitglieder und 8 Passagiere.[17]

- Am 14. Januar 1954 verloren die Piloten einer Douglas DC-6 der Philippine Airlines (PI-C294) 6 Kilometer östlich des Flughafens Rom-Ciampino (Italien) während des Sinkflugs die Kontrolle über das Flugzeug, nachdem es in heftige Turbulenzen eingeflogen war. Alle 16 Insassen, neun Besatzungsmitglieder und 7 Passagiere, kamen ums Leben.[18]

- Am 21. Juni 1957 wurde eine de Havilland Canada DHC-3 Otter der Philippine Airlines (PI-C52) an einem unbekannten Ort in den Philippinen irreparabel beschädigt. Über Personenschäden liegen keine Informationen vor.[19]

- Am 11. Dezember 1957 kippte eine de Havilland Canada DHC-3 Otter der Philippine Airlines (PI-C55) nach dem Start vom Flugplatz Ozamiz City-Labo (Philippinen) in 20 Metern Höhe plötzlich nach links, stürzte nach unten, schlug gegen zwei Bäume und fing Feuer. Obwohl das Gewicht im Limit war, lag der Schwerpunkt aufgrund der fast alle hinten sitzenden Passagiere weit außerhalb der zulässigen Grenze. Dadurch konnte der Pilot die Längsneigung nicht mehr kontrollieren. Von den 12 Insassen wurden 2 getötet, je ein Besatzungsmitglied und Passagier.[20]

## 1960er-Jahre
- Am 12. Januar 1960 kam es mit einer Scottish Aviation Twin Pioneer 2 der Philippine Airlines (PI-C430) bei einem Trainingsflug auf dem Flughafen Plaridel (Philippinen) zu einer Bruchlandung. Alle drei Besatzungsmitglieder, die einzigen Insassen, überlebten den Unfall. Das Flugzeug wurde irreparabel beschädigt.[21]

- Am 14. Juli 1960 ging in einer Douglas DC-3/C-47A-DL der Philippine Airlines (PI-C16) beim Ausweichflug zum Flugplatz Cebu-Lahug (Philippinen) der Treibstoff aus. Die Piloten mussten eine Notwasserung in flachem Wasser durchführen, 40 Meter von der Küste von Mindanao. Alle 31 Insassen, drei Besatzungsmitglieder und 28 Passagiere, überlebten den Unfall.[22]

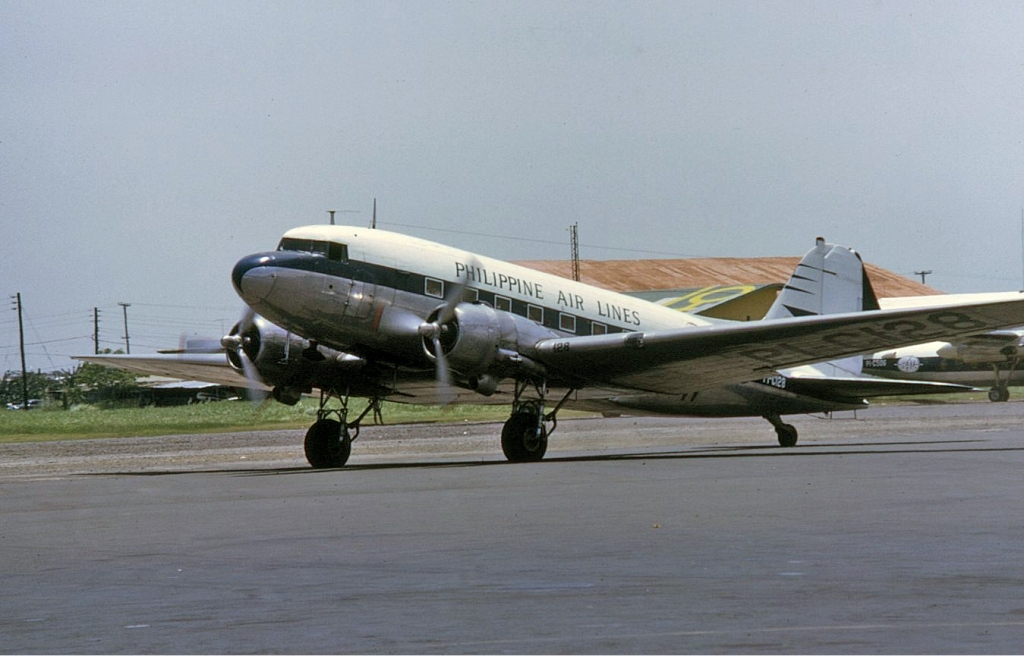
Douglas DC-3 der Philippine Airlines, baugleich mit den zahlreichen verunglückten dieses Typs

- Am 23. November 1960 wurde eine Douglas DC-3C der Philippine Airlines (PI-C133) in einer Höhe von 6000 Fuß (1830 Metern) gegen den Berg Baco (Mindoro, Philippinen) geflogen, knapp 200 Kilometer südlich von Manila. Das Wrack wurde erst sieben Tage später gefunden. Bei diesem CFIT (Controlled flight into terrain) wurden alle 33 Insassen getötet, vier Besatzungsmitglieder und 29 Passagiere.[23]

- Am 22. Dezember 1960 fiel bei einer Douglas DC-3/C-47A-90-DL der Philippine Airlines (PI-C126) unmittelbar nach dem nächtlichen Abheben vom Flughafen Mactan-Cebu (Philippinen) das Triebwerk Nr. 1 (links) aus. Das Flugzeug stürzte am Ort Talamban ab, 2,5 Kilometer nordnordöstlich des Flughafens, und brannte aus. Von den 37 Insassen kamen 28 ums Leben, zwei Besatzungsmitglieder und 26 Passagiere.[24]

- Am 27. Juli 1962 stürzte eine de Havilland Canada DHC-3 Otter der Philippine Airlines (PI-C56) bei Mutya, Misamis Oriental (Philippinen) in einen Wald, rund 65 Kilometer von der geplanten Strecke entfernt. Beide Insassen, der Pilot und der einzige Passagier, wurden getötet.[25]

- Am 12. Oktober 1962 stürzte eine Fokker F-27 Friendship 100 der Philippine Airlines (PI-C503) kurz nach dem Abheben vom Flughafen Manila (Philippinen) auf einem Trainingsflug ab. Es wird vermutet, dass beim Üben eines Triebwerksausfalls das falsche Triebwerk zusätzlich abgestellt wurde. Alle 3 Besatzungsmitglieder, die einzigen Insassen, kamen ums Leben.[26]

- Am 23. Oktober 1962 verunglückte eine Douglas DC-3 der Philippine Airlines (PI-C485) bei der Landung auf dem Flughafen Cagayan de Oro (Philippinen) und fing Feuer. Das Flugzeug wurde irreparabel beschädigt. Alle drei Besatzungsmitglieder, die einzigen Insassen auf dem Frachtflug, überlebten den Unfall.[27]

- Am 2. März 1963 wurde eine Douglas DC-3/C-47B-30-DK der Philippine Airlines (PI-C489) in einer Höhe von 3000 Fuß (910 Metern) in den Berg Boca geflogen, 80 Kilometer südöstlich des Zielflughafens Davao (Philippinen). Bei diesem CFIT (Controlled flight into terrain) wurden alle 27 Insassen getötet, drei Besatzungsmitglieder und 24 Passagiere.[28]

- Am 21. Februar 1964 wurde eine Douglas DC-3/C-47B-10-DK der Philippine Airlines (PI-C97) in der Nähe von Marawi (Philippinen) bei einer Flughöhe von gut 800 Metern in Bäume an einem Berg geflogen. Trotz Instrumentenflugbedingungen in schlechtem Wetter flogen die Piloten zunächst nach Sichtflugregeln weiter und auf jeden Fall viel zu tief. Bei diesem CFIT (Controlled flight into terrain) überlebte von den 32 Insassen nur ein Passagier, alle anderen, 3 Besatzungsmitglieder und 28 Passagiere, wurden getötet.[29]

- Am 20. Mai 1964 wurde eine de Havilland Canada DHC-3 Otter der Philippine Airlines (PI-C51) am Sibuco Point (Philippinen) ins Gelände geflogen. Trotz Instrumentenflugbedingungen in sehr schlechtem Wetter flog der Pilot nach Sichtflugregeln und auf jeden Fall viel zu tief. Durch diesen CFIT (Controlled flight into terrain) wurden alle 11 Insassen getötet, der Pilot und die 10 Passagiere.[30]

- Am 20. Oktober 1965 stürzte eine Douglas DC-3/C-47A-25-DK der Philippine Airlines (PI-C144) beim Start vom Flughafen Manila (Philippinen) ab. Trotz vollen Seitenruderausschlags nach rechts drehte und kippte die Maschine immer weiter nach links, bis sie im Sinkflug bei Vollgas einen Baum streifte und nach der Kollision mit einem Strommast abstürzte. Auslöser war die schon vor dem Start fehlerhafte Einstellung der Seitenrudertrimmung nach links, zusätzlich eine leichte Überladung der Maschine. Von den 37 Insassen wurde ein Passagier getötet, die drei Besatzungsmitglieder und 33 Passagiere überlebten.[31]

- Am 29. Juni 1966 wurde eine Douglas DC-3/C-47A-90-DL der Philippine Airlines (PI-C17) in der Nähe von Sablayan (Philippinen) in einer Höhe von 700 Metern gegen den 1067 Meter hohen Berg Rabañgan geflogen. Bei diesem CFIT (Controlled flight into terrain) wurden von den 28 Insassen 26 getötet, alle vier Besatzungsmitglieder und 22 Passagiere.[32]

- Am 28. Februar 1967 stürzte eine Fokker F-27 Friendship 100 der Philippine Airlines (PI-C501) im Anflug auf den Flughafen Mactan-Cebu (Philippinen) 1,5 Kilometer vor der Landebahn ab. Grund war ein Kontrollverlust, der durch eine falsche Lastverteilung verursacht wurde, die den Schwerpunkt hinter die zulässige hintere Schwerpunktgrenze verlagert hatte. Von den 19 Insassen kamen 12 ums Leben, alle vier Besatzungsmitglieder und 8 Passagiere.[33]

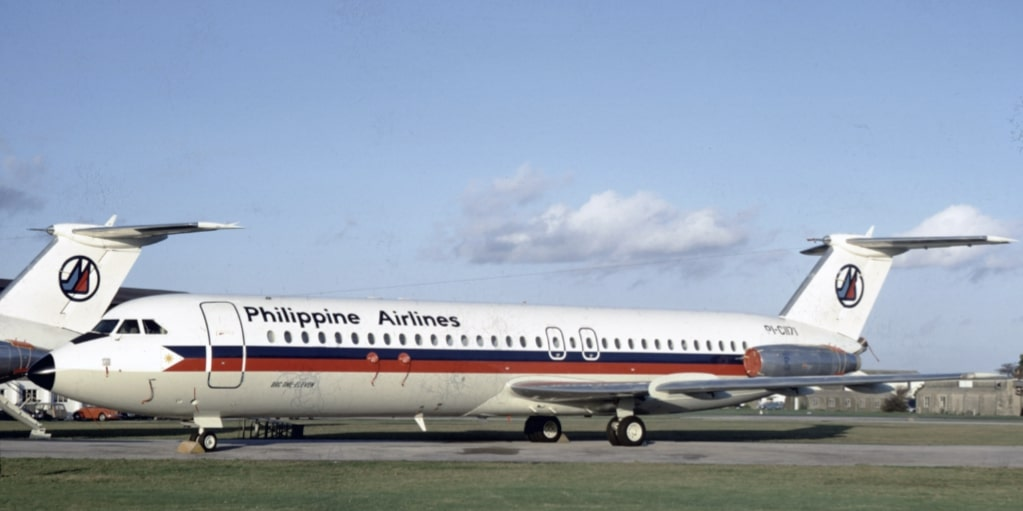
BAC One-Eleven der Philippine Airlines, baugleich mit den zahlreichen verunglückten dieses Typs

- Am 6. Juli 1967 wurde eine Fokker F-27 Friendship 100 der Philippine Airlines (PI-C527) nach dem Start vom Flughafen Bacolod City Domestic (Philippinen) in einen Berg geflogen. Durch diesen CFIT (Controlled flight into terrain) wurden alle 21 Insassen getötet, vier Besatzungsmitglieder und 17 Passagiere.[34]

- Am 12. September 1969 wurde eine BAC 1-11-402AP der Philippine Airlines (PI-C1131) im Anflug auf den Flughafen Manila gegen einen Berg geflogen. Durch diesen CFIT (Controlled flight into terrain) wurden vier Besatzungsmitglieder und 41 Passagiere getötet, ein Passagier und ein Besatzungsmitglied überlebten den Unfall.[35]

## 1970er-Jahre
- Am 21. April 1970 (nach einer anderen Quelle am 21. April 1973) explodierte eine Hawker Siddeley HS 748-209 der Philippine Airlines (PI-C1022) in 10.500 Fuß (3.200 Meter) Höhe auf dem Flug von Cauayan zum Flughafen Manila und stürzte nahe Cabanatuan (Philippinen) ab, etwa 100 Kilometer nördlich von Manila. Nach der Explosion einer Bombe in einer Toilette brach das Heckteil der Maschine ab, was zum Absturz führte. Alle 36 Insassen, vier Besatzungsmitglieder und 32 Passagiere, wurden getötet.[36][37]

- Am 9. Mai 1970 verloren die Piloten einer Fokker F-27 Friendship 100 der Philippine Airlines (PI-C532) während des Starts vom Flughafen Iligan/Maria Cristina (Philippinen) bei fast Null Sichtweite die Kontrolle über das Flugzeug. Die Maschine kam von der Startbahn ab, rollte über Sandaufschüttungen und überquerte den Seitenstreifen. Die linke Flügelspitze prallte gegen eine Steinhalde, wodurch das Flugzeug ins Schleudern geriet und zerstört wurde. Von den 33 Insassen wurde ein Besatzungsmitglied getötet.[38]

- Am 1. Juli 1970 überrollte eine Fokker F-27 Friendship 200 der Philippine Airlines (PI-C504) bei der Landung auf dem Flughafen Dumaguete/Sibulan (Philippinen) das Landebahnende. Dabei wurden das Fahrwerk und die rechte Tragfläche schwer beschädigt. Alle 29 Insassen, drei Besatzungsmitglieder und 26 Passagiere, überlebten den Unfall. Das Flugzeug wurde irreparabel beschädigt.[39]

- Am 19. November 1970 wurde eine Douglas DC-3/C-47A-15-DK der Philippine Airlines (PI-C9) auf dem Flughafen Manila (Philippinen) durch einen Taifun irreparabel beschädigt. Über Personenschäden ist nichts bekannt.[40]

- Am 19. November 1970 wurde eine Douglas DC-3/C-47A-30-DK der Philippine Airlines (PI-C15) auf dem Flughafen Manila (Philippinen) durch einen Taifun irreparabel beschädigt. Über Personenschäden liegen keine Informationen vor.[41]

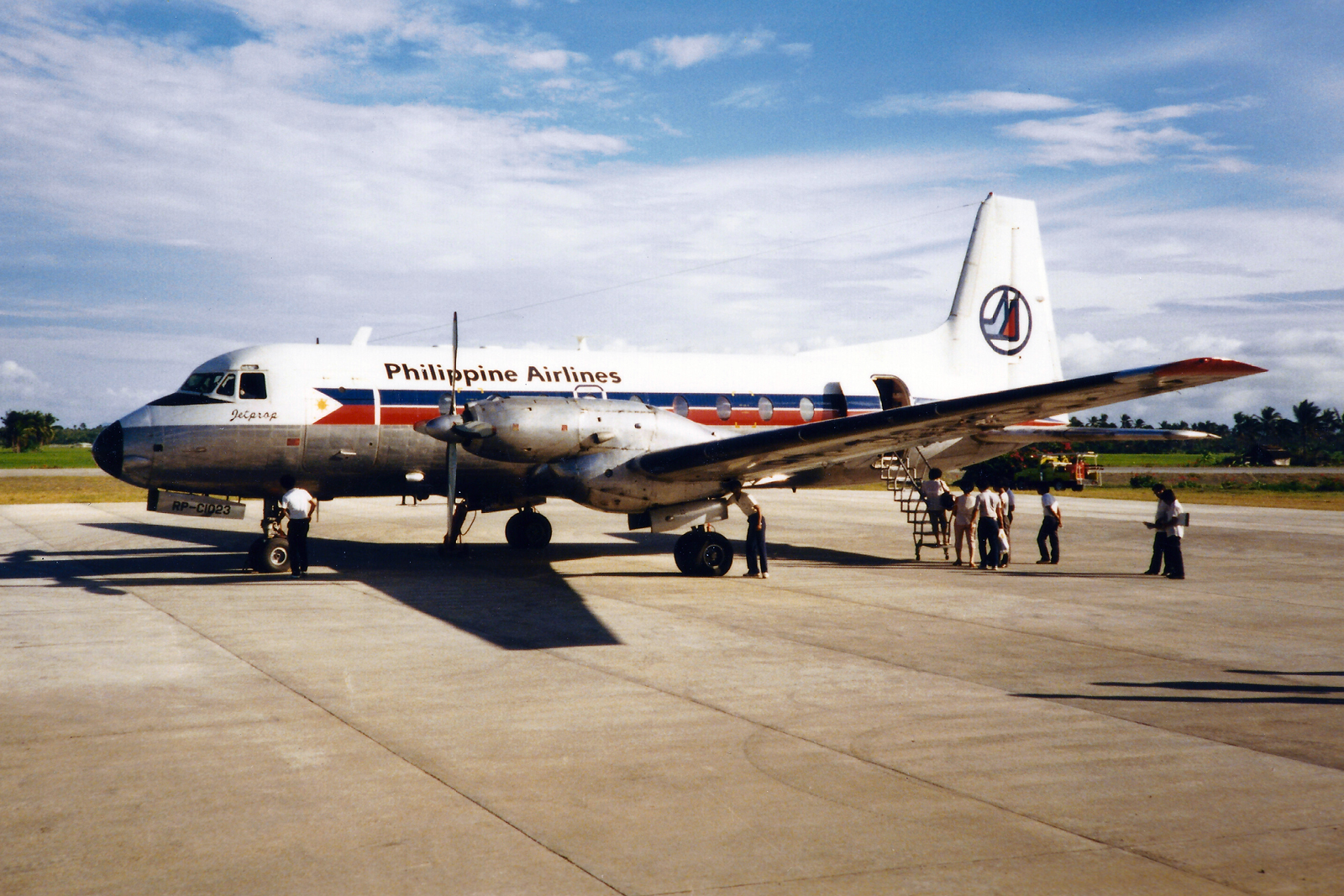
Hawker Siddeley HS-748 der Philippine Airlines, baugleich mit den zahlreichen verunglückten dieses Typs

- Am 28. November 1972 sprang eine Hawker Siddeley HS 748-232 der Philippine Airlines (PI-C1027) bei der Landung auf dem Flughafen von Bislig (Philippinen) zweimal wieder hoch, woraufhin das Bugfahrwerk zusammenbrach. Die Maschine blieb links von der Landebahn 23 mit schweren Schäden an Tragflächen und Propellern liegen. Alle 28 Insassen überlebten den Unfall. Das Flugzeug wurde irreparabel beschädigt.[42]

- Am 21. April 1973 >>> siehe 21. April 1970.

- Am 3. Februar 1975 meldeten die Piloten einer Hawker Siddeley HS 748-226 der Philippine Airlines (RP-C1028) zwei Minuten nach dem Start vom Flughafen Manila (Philippinen) einen Brand im Triebwerk Nr. 2 (rechts). Während der Rückkehr wurde die Freigabe zum Anflug auf Landebahn 06 erteilt, jedoch stürzte das Flugzeug 4,8 Kilometer südsüdwestlich davon in ein Reisfeld. Alle 33 Insassen, vier Besatzungsmitglieder und 29 Passagiere, kamen ums Leben. Nach einer anderen Quelle überlebten zwei Passagiere.[43][44]

- Am 10. Mai 1975 platzte an einer Hawker Siddeley HS 748-222 der Philippine Airlines (RP-C1029) während des Einfahrvorgangs des Fahrwerks nach dem Start vom Flughafen Manila (Philippinen) ein Reifen. Dies führte zum Ausfall des Triebwerks Nr. 1 (links). Bei der Notlandung in einem Reisfeld in einem Vorort Manilas wurde das Flugzeug irreparabel beschädigt. Alle 43 Insassen überlebten den Unfall, zwei wurden verletzt.[45][46]

- Am 23. Mai 1976 wurde eine BAC 1-11-527FK der Philippine Airlines (RP-C1161) von sechs islamischen Terroristen auf den Flughafen Zamboanga auf Mindanao entführt und dort festgehalten. Nach dem Eingreifen der Rettungstruppen eskalierte die Situation und es kam zu einem Schusswechsel und zur Zündung mehrerer Handgranaten durch die Entführer, wobei 10 Passagiere und drei der Terroristen getötet wurden. Die anderen drei wurden zum Tode verurteilt. Das Flugzeug wurde irreparabel beschädigt.[47]

- Am 18. April 1977 hob eine Douglas DC-8-53 der Philippine Airlines (RP-C803) beim Start auf dem Flughafen Tokio-Haneda (Japan) schon nach 1000 Metern Rollstrecke verfrüht ab, kippte nach links, setzte wieder auf und geriet von der Startbahn ab, bevor sie 800 Meter weiter auf dem Gras rutschte. Als sie zum Stillstand kam, waren alle Triebwerke und das Fahrwerk abgerissen. Alle 140 Insassen, dreizehn Besatzungsmitglieder und 127 Passagiere, überlebten den Unfall. Ursachen waren der Ausfall der Antriebsarm-Baugruppen für die linke Höhenruderzunge und das Rad für die Höhenruderverriegelung.[48]

- Am 17. Juli 1977 fiel an einer NAMC YS-11A-301 der Philippine Airlines (RP-C1419) im Anflug auf den Flughafen Mactan-Cebu (Philippinen) das Triebwerk Nr. 1 (links) aus. Das Flugzeug verlor an Höhe und musste notgewassert werden. Die Maschine versank in 5 Meter tiefem Wasser. Alle 25 Insassen, drei Besatzungsmitglieder und 22 Passagiere, überlebten den Unfall.[49]

## 1980er-Jahre
- Am 11. Juli 1982 wurde mit einer Hawker Siddeley HS 748-209 der Philippine Airlines (RP-C1014) auf dem Flughafen Jolo (Philippinen) bei der Geschwindigkeit V1 der Start abgebrochen, weil die Piloten zwei ungewöhnliche Geräusche vom Triebwerk Nr. 1 (links) gehört hatten. Das Flugzeug überrollte das Startbahnende und kam an einer Mauer und einigen Fahrzeugen zum Stehen. Ein Besatzungsmitglied kam ums Leben, die vier anderen und alle 25 Passagiere überlebten den Unfall. Das Flugzeug wurde irreparabel beschädigt.[50]

- Am 4. August 1984 überrollte eine BAC 1-11-527FK der Philippine Airlines (RP-C1182) bei der Landung auf dem Flughafen Tacloban (Philippinen) das Landebahnende 36 um etwa 30 Meter und fiel ins Meer. Alle 75 Insassen, fünf Besatzungsmitglieder und 70 Passagiere, überlebten den Unfall.[51]

- Am 26. Juni 1987 wurde eine Hawker Siddeley HS 748-2 der Philippine Airlines (RP-C1015) in die Flanke des 2100 Meter hohen Berges Mount Ugo geflogen, 19 Kilometer ostsüdöstlich des Zielflughafens Baguio-Loakan (Philippinen). Die Maschine kam aus dem 200 Kilometer entfernten Manila. Bei diesem CFIT (Controlled flight into terrain) wurden alle 50 Insassen getötet, vier Besatzungsmitglieder und 46 Passagiere. Dies war der zweitschwerste Unfall einer HS 748, gemessen an der Anzahl der Todesopfer.[52]

- Am 13. Dezember 1987 flog eine Short 360-300 der Philippine Airlines (EI-BTJ) 16 Kilometer südwestlich des Zielflughafens Flughafen Illigan/Maria Cristina (Philippinen) gegen den Berg Munay. Alle 15 Insassen, die vier Besatzungsmitglieder und 11 Passagiere, wurden getötet.[53]

- Am 21. Juli 1989 rutschte eine BAC 1-11-516FP der Philippine Airlines (RP-C1193) bei der Landung auf dem Flughafen Manila (Philippinen) bei starkem Regen von der Landebahn. Sie überrollte dabei auch das Landebahnende und kreuzte eine Straße, wobei sie etliche Fahrzeuge zerstörte. Alle 98 Insassen, fünf Besatzungsmitglieder und 93 Passagiere, überlebten den Unfall, aber 8 Insassen von Fahrzeugen wurden getötet.[54]

## 1990er-Jahre

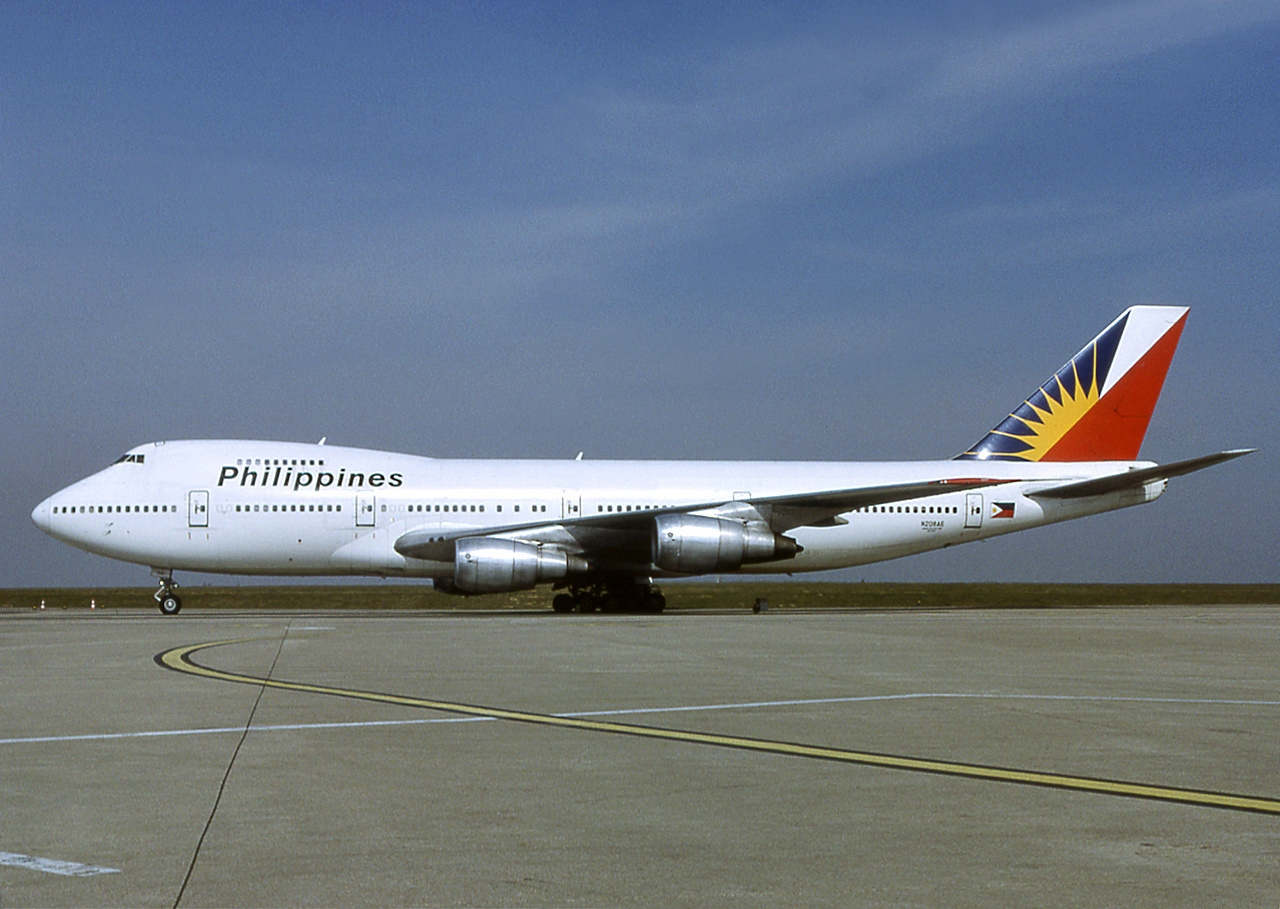
Boeing 747-200 der Philippine Airlines im Jahr 1993

- Am 11. Mai 1990 explodierte der mittlere Tank einer Boeing 737-300 der Philippine Airlines (EI-BZG) beim Abrollen vor dem Start auf dem Flughafen Manila, woraufhin die Maschine ausbrannte, noch bevor sie vollständig evakuiert werden konnte. Von den 120 Insassen starben 8 Passagiere.[55]

- Am 11. Dezember 1994 explodierte an Bord einer Boeing 747-200 der Philippine Airlines (EI-BWF) ein Sprengsatz unter dem Sitz eines japanischen Geschäftsreisenden, wobei der Mann starb. Die Maschine konnte sicher landen. Ramzi Yousef, ein al-Qaida-Terrorist, der bei der Zwischenlandung in Cebu ausgestiegen war, plante die Explosion dieser Bombe als Testlauf für eine spätere terroristische Aktion, welche als Operation Bojinka bekannt wurde. Diese Operation scheiterte aufgrund eines Wohnungsbrandes, bei dem die Behörden ein Notebook mit entsprechenden Plänen fanden.[56]

- Am 22. März 1998 kam ein Airbus A320-200 (RP-C3222) am Bacolod City Domestic Airport (Philippinen) von der Landebahn ab und durchbrach mehrere Häuser einer anliegenden Siedlung, nachdem der defekte Umkehrschub des Triebwerks 1 in der Climb-Position gelassen wurde und die Maschine wegen des asymmetrischen Schub-Zustandes nach rechts von der Landebahn abkam. Im Flugzeug gab es nur Verletzte, jedoch kamen drei Menschen in der Siedlung ums Leben (siehe auch Philippine-Airlines-Flug 137).[57]

## 2000–2009
- Am 25. Mai 2000 wurde ein Airbus A330 der Philippine Airlines (F-OHZ..) unterwegs von Davao City nach Manila von einem bewaffneten Mann entführt. Er zwang die Piloten, den Überdruck aus der Kabine abzulassen und eine hintere Kabinentür öffnen zu lassen. Nachdem eine Stewardess dies getan hatte, sprang er mit einem selbstgebastelten Fallschirm aus der Tür. Als er versuchte, seinen Fallschirm zu öffnen, versagte dieser.[58]

- Am 26. Oktober 2007 überrollte ein Airbus A320-214 der Philippine Airlines (RP-C3224) bei der Landung auf dem Flughafen Butuan/Bancasi (Philippinen) das Landebahnende, fiel einen leichten Abhang herunter und kam zwischen Bäumen zum Stillstand. Alle 154 Insassen, sechs Besatzungsmitglieder und 148 Passagiere, überlebten den Unfall. Das Flugzeug wurde irreparabel beschädigt.[59]